# Jean Arthur
Jean Arthur (født Gladys Georgianna Greene; 17. oktober 1900 i Plattsburgh, New York, USA, død 19. juni 1991 i Carmel, Californien, USA) var en amerikansk filmskuespiller.
Hun debuterede i 1923 i John Fords Cameo Kirby og fik et stort gennembrud i samme instruktørs The Whole Town's Talking (Samfundets fjende, 1935). Hun spillede hovedroller i film som Frank Capras Mr. Deeds Goes to Town (En gentleman kommer til byen, 1936), Only Angels Have Wings (Kun engle har vinger, 1939) i instruktion af Howard Hawks samt Jo mere vi er sammen (1943), der indbragte hende en Oscar-nominering. Hun trak sig tilbage i 1944, men medvirkede bl.a. i westernfilmen Shane (Shane, den tavse rytter, 1953). Efter en kort fjernsynskarriere i 1956 virkede hun som dramalærer.
Hun har fået en stjerne på Hollywood Walk of Fame.